# 颱風的諾爾達
《颱風的諾爾達》（日语：／ Taifū no Noruda）是一部由新銳動畫工作室STUDIO COLORIDO所製作的日本动画电影，由東寶映像事業部發行，導演則為新井陽次郎。此片於2015年6月5日在日本首映，片長共27分。

## 摘要
此片為2011年新成立的動畫工作室，STUDIO COLORIDO繼2013年《向陽的藍色陣雨》之後時隔二年的新作品。該工作室是以《富美子的告白》入圍第14屆（2010年）日本新媒體動漫藝術節動畫部門優秀獎、渥太華國際動畫影展特別獎等眾多獎項的石田祐康為首的，20至30歲為中心的年輕創作者所組成的工作室。而石田祐康同時也擔當了此片的人物設計兼作畫監督。
擔任此片導演的新井陽次郎是《向陽的藍色陣雨》的人物設定兼總作畫監督。曾是吉卜力工作室內的一名動畫師，參與製作過《借物少女艾莉緹》、《來自紅花坂》、《風起》等多部作品，而此部是他的導演出道作。而音樂方面由作曲兼作詞家的濱渦正志負責。
此片主人公東秀一，是由已經不少電視劇以及電影中有過擔當的21歲年輕藝人，野村周平負責配音；而諾爾達與東的友人西條健太，分别會由「Amuse Audition Fes.2014」的32214名選手中脫穎而出的13歲新人清原果耶，以及在同一項賽事的18歲俳優賞得主金子大地負責配音。而此片主題曲《在暴風雨過後》（嵐のあとで）確定將由曾演唱過《藍書籤》（青い栞，《我們仍未知道那天所看見的花名。》片頭曲）的樂團，Galileo Galilei來演唱。
此片以一所座落於離島的中學為背景，劇情為描述二名少年的友誼、少年與少女邂逅的原創故事。此片在日本當地限映三週。

## 劇情摘要
|  | 當「地之渦」、「天之渦」與「我」連為一體時，這顆星球將迎來重生…… |

在文化祭前夕，東秀一打算放棄從小就不斷練習的棒球，而與朋友西條健太發生爭執。此時二人偶遇一名擁有著朱紅雙瞳，名為諾爾達的神秘少女。不過，氣象觀測史上最強颱風即將侵襲而來，少年與少女的一夜不可思議故事就此展開……

## 登場人物
東秀一聲：野村周平
此片主人公，西條的朋友，從小不斷練習棒球，但後來放棄而與朋友西條發生爭執。
西條健太聲：金子大地、Lynn（七歲）
此片男主角之一，東的朋友，與後來放棄棒球的東發生爭執。
諾爾達聲：清原果耶
此片女主角，與東、西條二人偶然相遇，於是三人展開了不可思議的故事……

## 外部連結
- （日語）《颱風的諾爾達》官方網站 （页面存档备份，存于）
- （日語）《颱風的諾爾達》的X（前Twitter）